# Heosemys depressa
Espèce
Synonymes
- Geoemyda depressa Anderson, 1875
- Geoemyda arakana Theobald, 1876

Statut de conservation UICN

 CR A2cd, B1+2c : 
En danger critique
Statut CITES
Heosemys depressa est une espèce de tortues de la famille des Geoemydidae.

## Répartition et habitat
Cette espèce est endémique de Birmanie. Elle vit dans les forêts tropicales sempervirentes et dans les fourrés de bambous en bordure de ruisseaux.

## Publication originale
- Anderson, 1875 : Description of some new Asiatic mammals and Chelonia. Annals and Magazine of Natural History, ser. 4, vol. 16, p. 282-285 (texte intégral).